# Altenhagen II
Altenhagen II (Altenhagen Zwei) ist ein Ortsteil der Gemeinde Messenkamp im Landkreis Schaumburg in Niedersachsen.

## Geographie

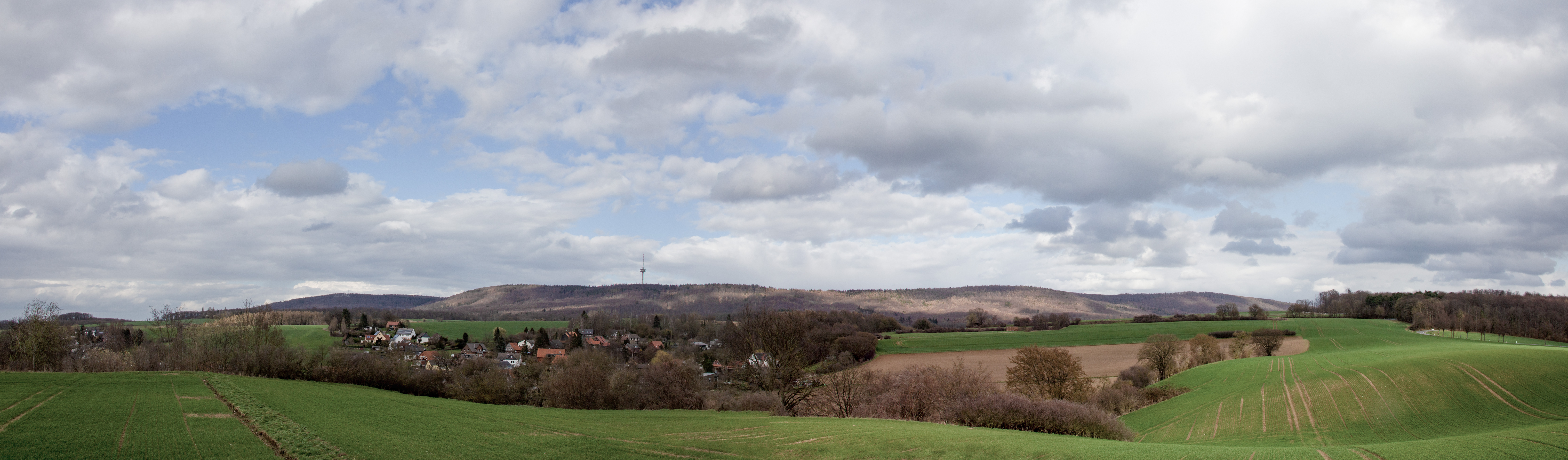
Altenhagen vor dem nordwestlichen Deister mit (vlnr) Rodenberger Höhe (333 m), Egge (355 m), Großem Hals (361 m, Fernmeldeturm Barsinghausen), NN (368 m) und Reinekensiekskopf (382 m, Nordmannsturm)

Altenhagen II liegt etwa einen Kilometer östlich von Messenkamp abseits des Durchgangsverkehrs in einem Seitenarm des Deister-Süntel-Tals. Es grenzt im Nordosten an den Deister, im Südosten an den Kappenberg.

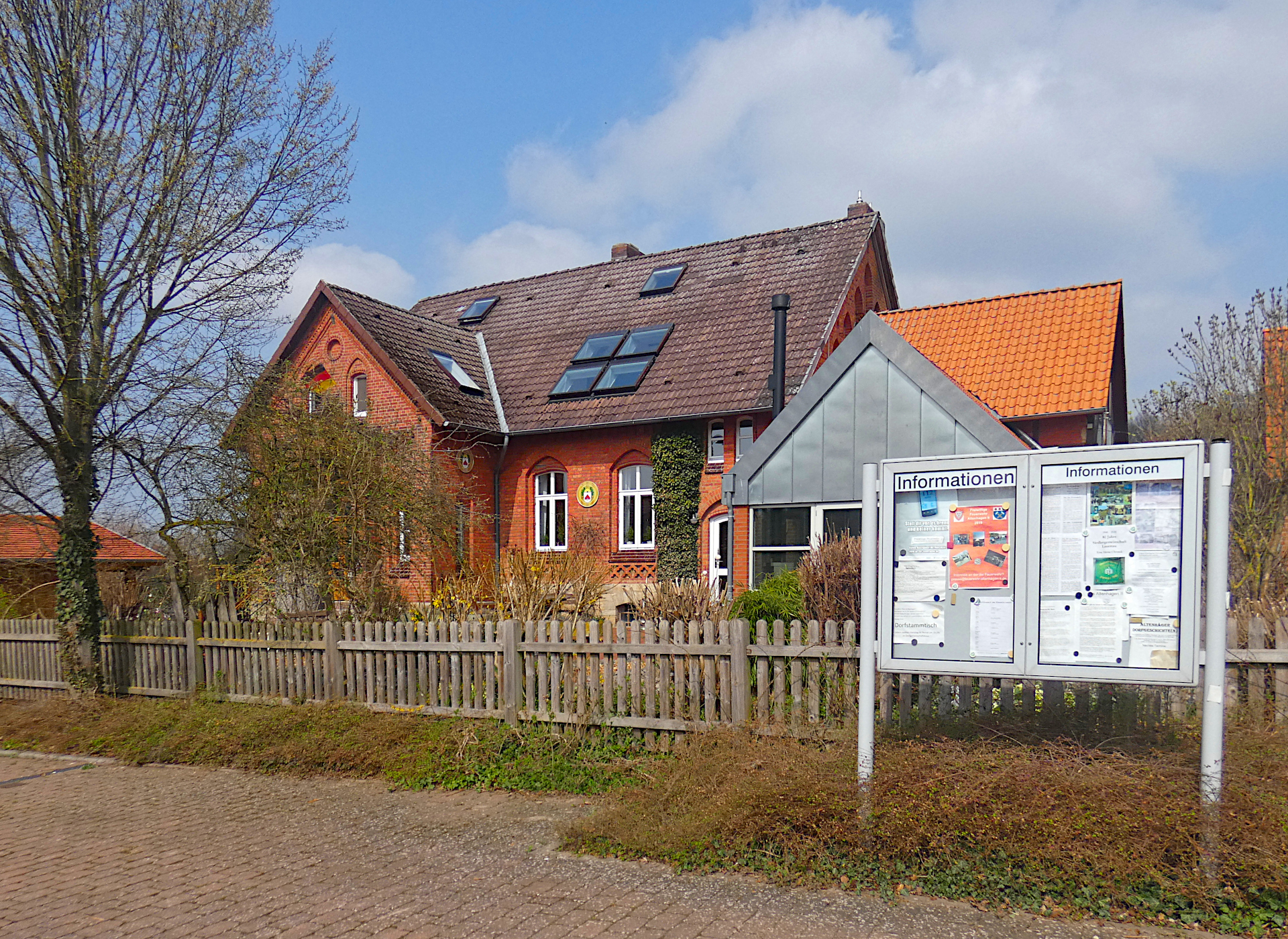
Ehemalige Schule

## Geschichte
Im Jahr 1848 hatte Altenhagen II, noch unter dem Namen Altenhagen, 22 Wohngebäude mit 173 Einwohnern und verfügte über eine Schule. Mit Gründung der Landkreise im Jahr 1885 gehörte der Ort dem Landkreis Springe an, der noch ein zweites und größeres Altenhagen umfasste. Zur klaren Unterscheidung wurden den beiden Altenhagen die römischen Zahlen I und II angefügt.
Mit der Gebietsreform in Niedersachsen wurde die bis dahin selbstständige Gemeinde Altenhagen II am 1. März 1974 in die Gemeinde Messenkamp eingemeindet, die mit Auflösung des Landkreises Springe in den Landkreis Schaumburg-Lippe eingegliedert wurde. Altenhagen I, das andere Altenhagen des Landkreises Springe, ist heute ein Springer Stadtteil.

### Einwohnerentwicklung
| Jahr      | 1812 | 1848 | 1910 | 1933 | 1939 | 1946 | 1961 | 2015 |
| --------- | ---- | ---- | ---- | ---- | ---- | ---- | ---- | ---- |
| Einwohner | 134  | 173  | 273  | 239  | 275  | 557  | 342  | 357  |

### Wappen
Die Gemeinde Altenhagen II führte von 1951 bis zu ihrer Eingemeindung 1974 ein eigenes Wappen. Es zeigte  drei Rosen für die Gründung in der Grafschaft Hallermund sowie Schlägel und Eisen für die früher häufige bergmännische Tätigkeit der Einwohner.